# فلسفة التعدد في زواج نبي الإسلام (كتاب)
فلسفة التعدد في زواج نبي الإسلام كتاب تاريخي صدر سنة 2008م عن مطبعة هاوار للمؤلف الكردي العراقي د. هوار بلو من محافظة دهوك العراقية . 
يتناول الكاتب في هذا الكتاب مسألة التعدد في زواج النبي محمد ﷺ بأسلوب قائم على التحليل التاريخي. تعرض الكاتب في كتابه لجملة من الأسباب والدواعي التي أدت إلى ظهور التعدد في زواج النبي محمد ﷺ. صدر الكتاب بنسخ محلية محدودة وتم نشره على شكل حلقات في عدد من المنتديات العربية.